# Precinct de Rockwood
Le precinct de Rockwood est un precinct électoral situé au sud-est du comté de Randolph dans l'Illinois, aux États-Unis. En 2010, ce precinct comptait une population de 270 habitants.

## Source de la traduction
- (en) Cet article est partiellement ou en totalité issu de l’article de Wikipédia en anglais intitulé « Rockwood Precinct, Randolph County, Illinois » (voir la liste des auteurs).